# Asthenargellus
Asthenargellus là một chi nhện trong họ Linyphiidae.